# Solarpark Lieberose
Der Solarpark Lieberose auf dem ehemaligen Truppenübungsplatz in der Gemeinde Turnow-Preilack bei Lieberose in Brandenburg war zum Zeitpunkt der Inbetriebnahme mit einer Nennspitzenleistung von 52.790 kW das größte Solarkraftwerk Deutschlands. Es wurde von der Firma juwi in Zusammenarbeit mit dem Dünnschichtmodulhersteller First Solar verwirklicht.
Der Park erstreckt sich über eine Fläche von 162 Hektar (= 1,62 km²) und besteht aus rund 700.000 Dünnschichtmodulen. Diese wurden vor allem im First Solar-Werk in Frankfurt/Oder produziert. Die Modulfläche beträgt ca. 500.000 m². Weiterhin beteiligt an dem Bau war die Leichtmetallbau Schletter GmbH aus Bayern.

## Vorgeschichte
Auf Grund der langjährigen Nutzung als Truppenübungsplatz war das Gelände durch Munitionsreste kontaminiert. Für den Bau des Solarparks Lieberose wurde die Fläche von der Munition befreit und stand damit nach Beendigung des Projekts wieder als nutzbare Fläche zur Verfügung.
Die Finanzierung der Investitionskosten von ca. 160 Mio. Euro erfolgte zu 20 Prozent aus Eigenkapital und zu 80 Prozent über Fremdkapital.

## Leistung
Das Solarkraftwerk beinhaltet 700.000 Dünnschichtmodule des Typs First Solar FS-272-277 mit einem Wirkungsgrad von etwa 10 % und 38 Wechselrichter der Firma SMA Solar Technology.
Es produziert 52 Gigawattstunden pro Jahr (entsprechend dem Jahresbedarf von über 15.000 Haushalten). Dies entspricht bei 8760 Jahresbetriebsstunden rein rechnerisch einer mittleren Leistung von ca. 6 MW. Es spart rund 35.000 Tonnen CO2 pro Jahr ein. Dies ist die gleiche Menge CO2, die ein durchschnittlicher deutscher Wald auf einer Fläche von rund 27 km² in einem Jahr speichern kann.
Der Solarpark wird plangemäß für mindestens 20 Jahre am Netz bleiben.

## Einspeisung und Vergütung
Die erzeugte elektrische Energie wird in das 110-kV-Hochspannungsnetz der Envia Mitteldeutsche Energie eingespeist. Die Vergütung beträgt 0,3194 Euro pro kWh.

## Eröffnung
Am 20. August 2009 fand die feierliche Eröffnung des Solarparks statt, zu der auch der brandenburgische Ministerpräsident Matthias Platzeck und der damalige Bundesverkehrsminister Wolfgang Tiefensee vor Ort waren.